# 48070 Zizza
48070 Zizza è un asteroide della fascia principale. Scoperto nel 2001, presenta un'orbita caratterizzata da un semiasse maggiore pari a 2,8587800 au e da un'eccentricità di 0,1982133, inclinata di 3,35260° rispetto all'eclittica.
L'asteroide è dedicato al matematico statunitense Frank Zizza.